# Houghton on the Hill
Houghton on the Hill – wieś w Anglii, w hrabstwie Leicestershire, w dystrykcie Harborough. Leży 9 km na wschód od miasta Leicester i 138 km na północny zachód od Londynu.